# Mallikyathanahalli, Malavalli
Mallikyathanahalli là một làng thuộc tehsil Malavalli, huyện Mandya, bang Karnataka, Ấn Độ.